# Pothuau
Pothuau byl pancéřový křižník francouzského námořnictva. Ve službě byl v letech 1897–1927. V letech 1906–1914 sloužil k výcviku. Za první světové války se vrátil do služby, přičemž na konci války byl vybaven pro nesení balónu. V letech 1919–1927 sloužil opět k výcviku. Roku 1929 byl sešrotován.

## Stavba

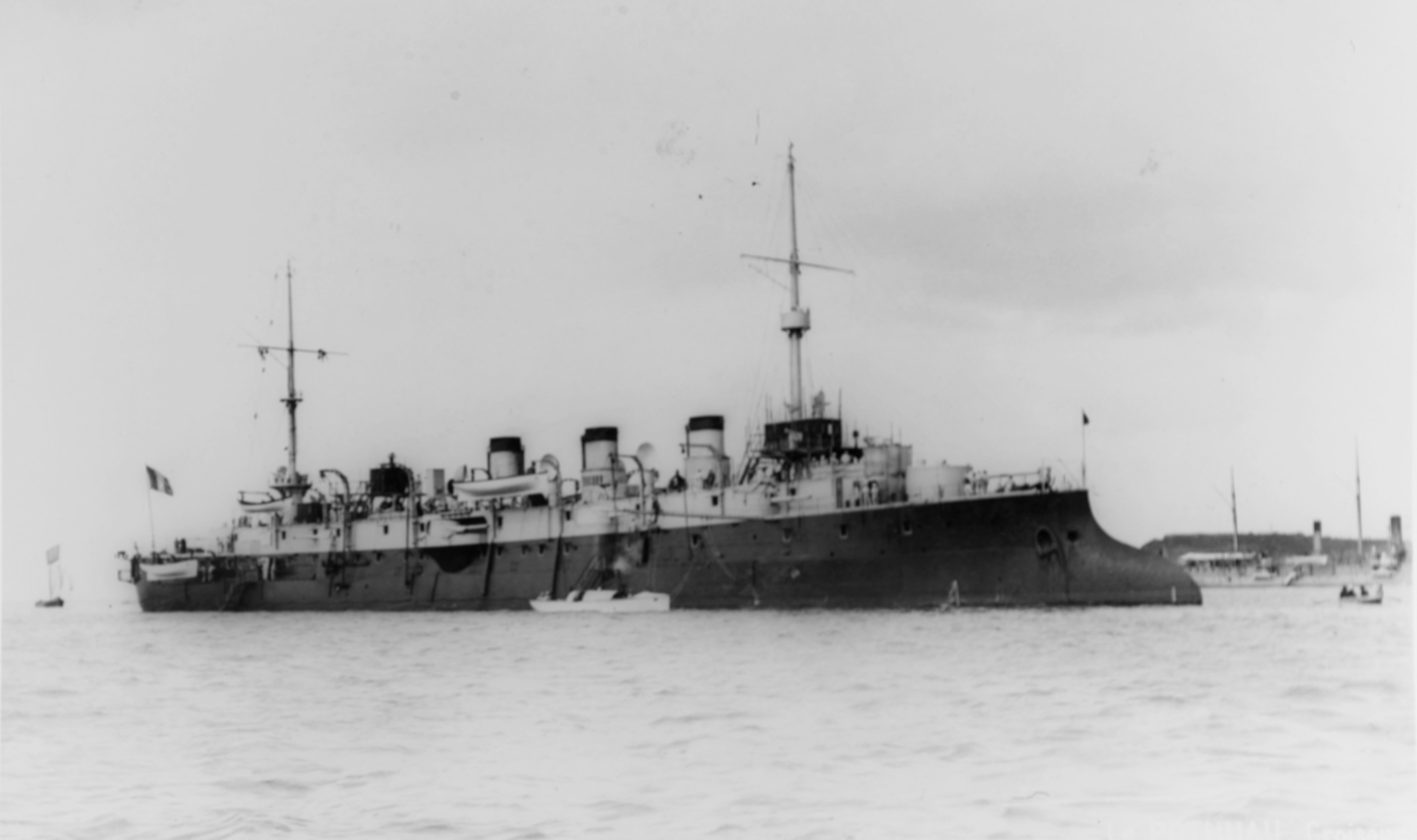
Pothuau

Plavidlo postavila loděnice Forges et Chantiers de la Méditerranée v La Seyne. Stavba byla zahájena roku 1893, roku 1895 byl křižník spuštěn na vodu a roku 1897 byl přijat do služby.

## Konstrukce

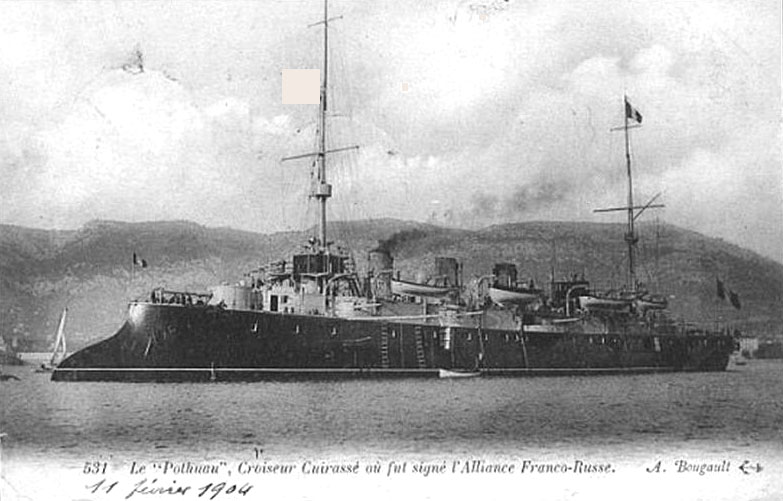
Pothuau

Hlavní výzbroj tvořily dva hlavní 194mm kanóny v jednodělových věžích a deset 138,6mm kanónů sekundární ráže. Doplňovalo je deset 47mm kanónů, osm 37mm kanónů a čtyři 450mm torpédomety. Pohonný systém tvořilo 18 kotlů a dva parní stroje s trojnásobnou expanzí o výkonu 10 000 hp, pohánějící dva lodní šrouby. Nejvyšší rychlost dosahovala 19 uzlů. Dosah byl 4500 námořních mil při rychlosti 10 uzlů.